# تشارلز بوتون
تشارلز بوتون هو محامي وسياسي نيوزيلندي، ولد في 23 أغسطس 1838 في لاونسستون في أستراليا، وتوفي في 27 ديسمبر 1920 في أوكلاند في نيوزيلندا. انتخب عضو مجلس النواب النيوزيلندي ‏.